# Моуриньо, Элисео
Элисео Виктор Моуриньо (исп. Eliseo Víctor Mouriño; 3 июня 1927, Буэнос-Айрес — 3 апреля 1961, Лонгави) — аргентинский футболист, полузащитник. Моуриньо погиб в авиакатастрофе в 1961 году.

## Клубная карьера
Элисео Моуриньо начинал свою футбольную карьеру в команде «Банфилд». В 1953 году Моуриньо перешёл в клуб «Бока Хуниорс», в его составе он стал чемпионом Аргентины в сезоне 1954 года. В 1961-м Моуриньо перешёл в чилийский «Грин Кросс».

## Международная карьера
Элисео Моуриньо попал в состав сборной Аргентины на Чемпионат мира 1958 года. Однако из 3-х матчей Аргентины на турнире Моуриньо не появился на поле ни в одном из них: в матчах против сборных ФРГ, Северной Ирландии и Чехословакии.

## Достижения

### Клубные
Бока Хуниорс
- Чемпионат Аргентины (1): 1954 (чемпион)